# Cinco llagas de Jesucristo

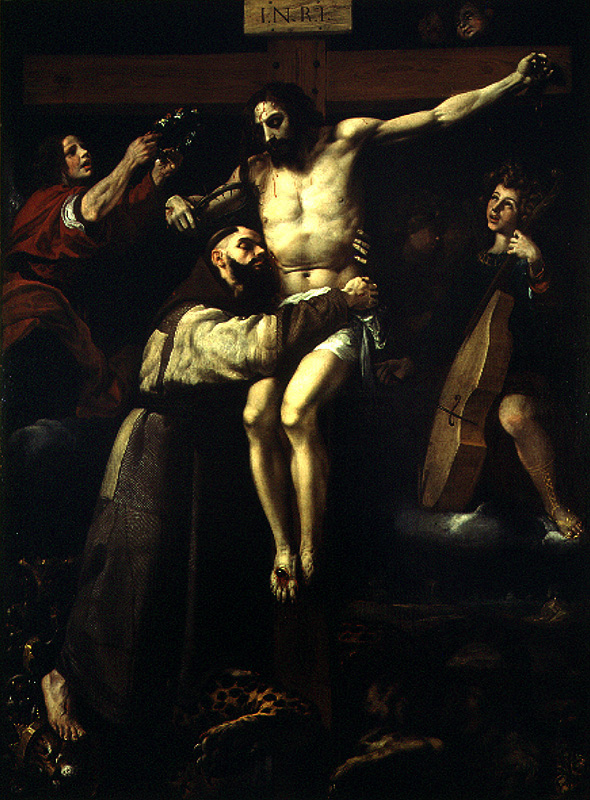
Francisco Ribalta, Abrazo de san Francisco al crucificado, Museo de Bellas Artes de Valencia

Cinco llagas de Jesucristo (o plagas en versiones arcaizantes) es una expresión devocional que hace referencia a las cinco heridas que recibió Jesús en su crucifixión. Estando vivo le fueron infligidas las perforaciones de ambas manos y pies practicadas por los clavos que lo asieron a la cruz; y una vez muerto y como modo de asegurarse de su fallecimiento, recibió una herida en el costado derecho, practicada con una lanza que le atravesó el tórax.
Teológicamente, el culto a las llagas recuerda la dimensión humana de Cristo al mostrarlas como emblema de su sufrimiento. Vinculan a Jesús con el Antiguo Testamento, ya que lo presentan como el cordero llevado al matadero de la profecía de Isaías.

## Historia
La devoción por las cinco llagas fue iniciada por San Francisco de Asís que según la tradición —estando en éxtasis— recibió directamente del Crucificado estos estigmas en su propio cuerpo. De aquí que la orden de los Frailes Menores haya sido una de las mayores impulsoras de esa devoción y que incluso use como emblemas propios distintos símbolos que las representan:
- El escudo de las cinco llagas: sobre campo de oro cinco llagas o heridas sangrantes en sotuer;
- El cordón franciscano de cinco nudos (aunque el que ciñe el hábito lleva tres por los votos de pobreza, castidad y obediencia);
- El abrazo franciscano: en torno a una cruz sumada a una nube, dos brazos cruzados con las palmas extendidas mostrando sendas llagas en ellas; uno de los brazos aparece desnudo (Jesucristo) y el otro vistiendo el sayal franciscano (San Francisco de Asís). Este símbolo representa la leyenda que cuenta cómo el crucifijo ante el que San Francisco se encontraba en oración descolgó un brazo de la cruz para estrecharse en un abrazo con el santo de Asís.

A partir del siglo XVI los Frailes Menores establecieron en sus principales casas de Castilla y Andalucía (Sevilla, Málaga, Jaén, Baeza) hermandades de disciplinantes cuya devoción corporativa era la  Vera Cruz y que solían adoptar —junto a la cruz latina verde— el escudo de las cinco llagas como emblema identificativo. Fue igualmente asumido como distintivo por las cofradías de la Sangre.
La devoción a las llagas derivó en la creación de la práctica piadosa del Ejercicio de las Cinco Llagas. De igual modo, se vincula el culto a las llagas con la devoción al Sagrado Corazón de Jesús.

## Cristo de las Cinco Llagas
El Cristo de las Cinco Llagas es habitual del arte alemán (Der Schmerzensmann), que fue difundido por las cofradías de la  Santa Sangre, por los flagelantes y por la Orden de Santa Brígida de Suecia (orden militar con rama femenina -Orden del Santísimo Salvador de Santa Brígida-), que había adoptado como insignia cinco pequeños discos rojos que imitaban gotas de sangre.

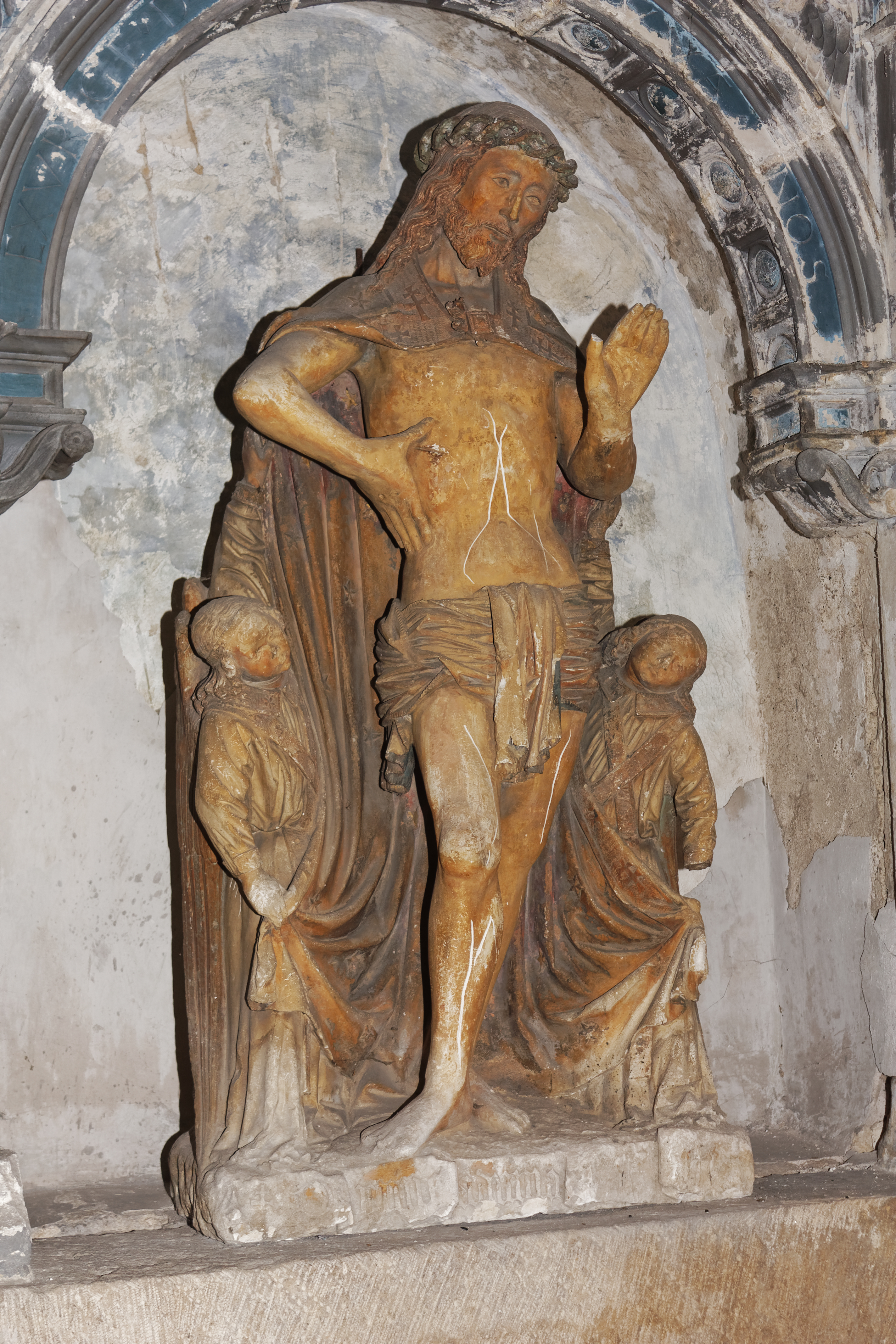
Christ aux cinq plaies ("Cristo de las cinco llagas") de la capilla de Saint-Cyr et Sainte-Julite (Semur-en-Auxois). Probablemente fue encargada por la Hermandad de las Cinco Llagas, que celebraba una misa cada viernes para evitar la peste que asolaba Borgoña en el siglo XVI.
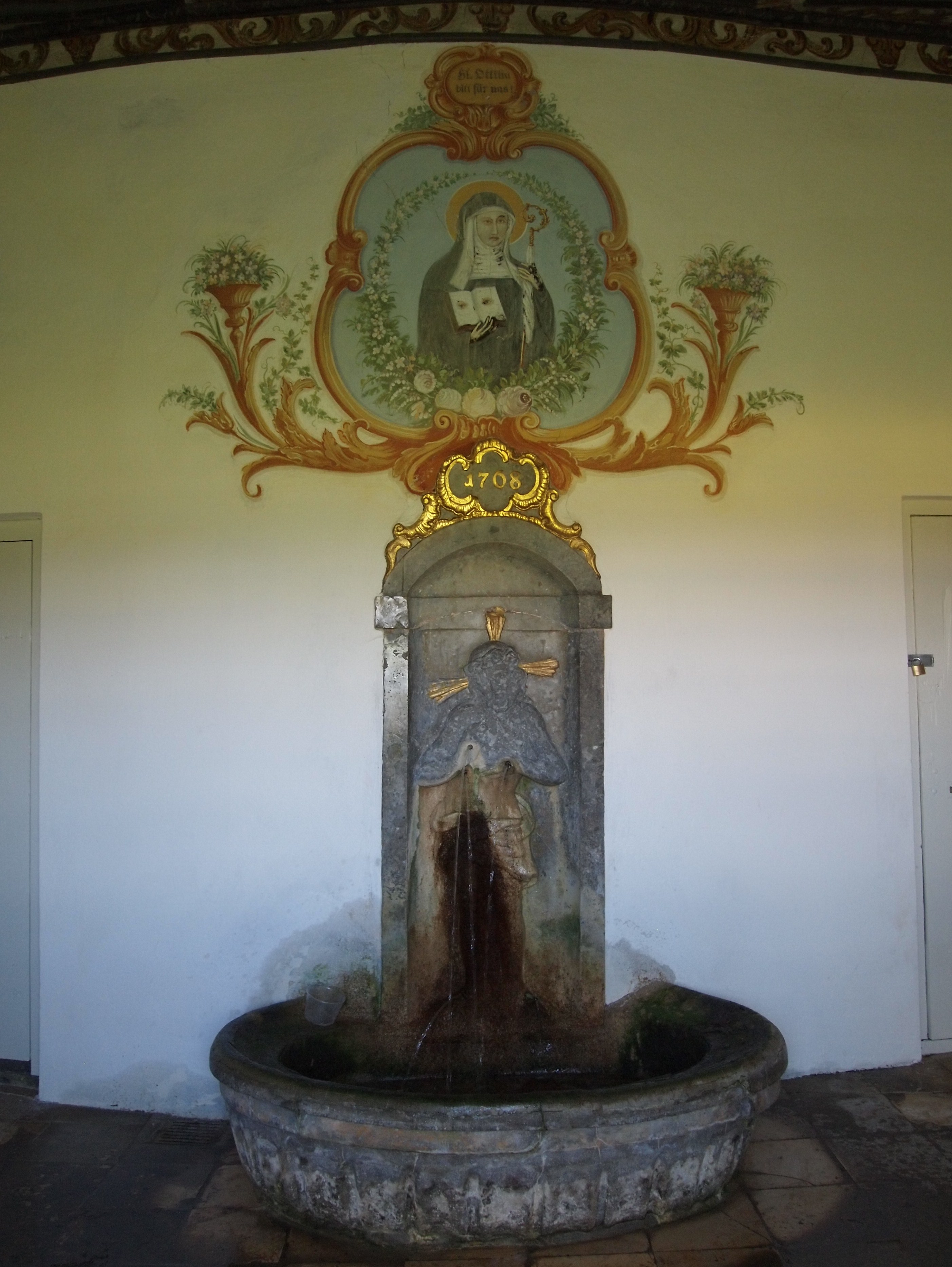
Kapelle Fünf Wunden ("capilla de las cinco llagas"), en Hörmanshofen.
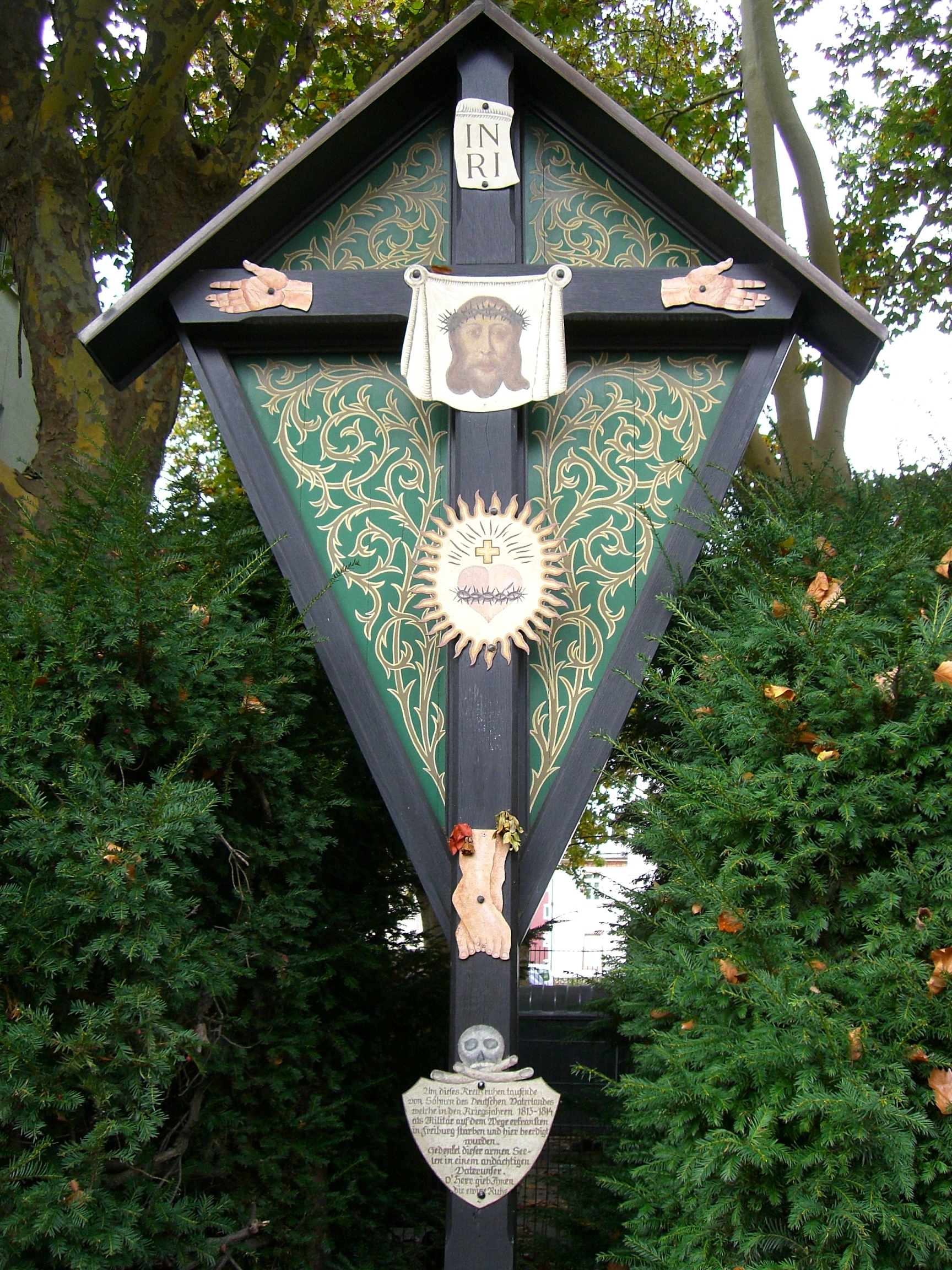
Fünfwundenkreuz ("cruz de las cinco llagas"), en Friburgo.
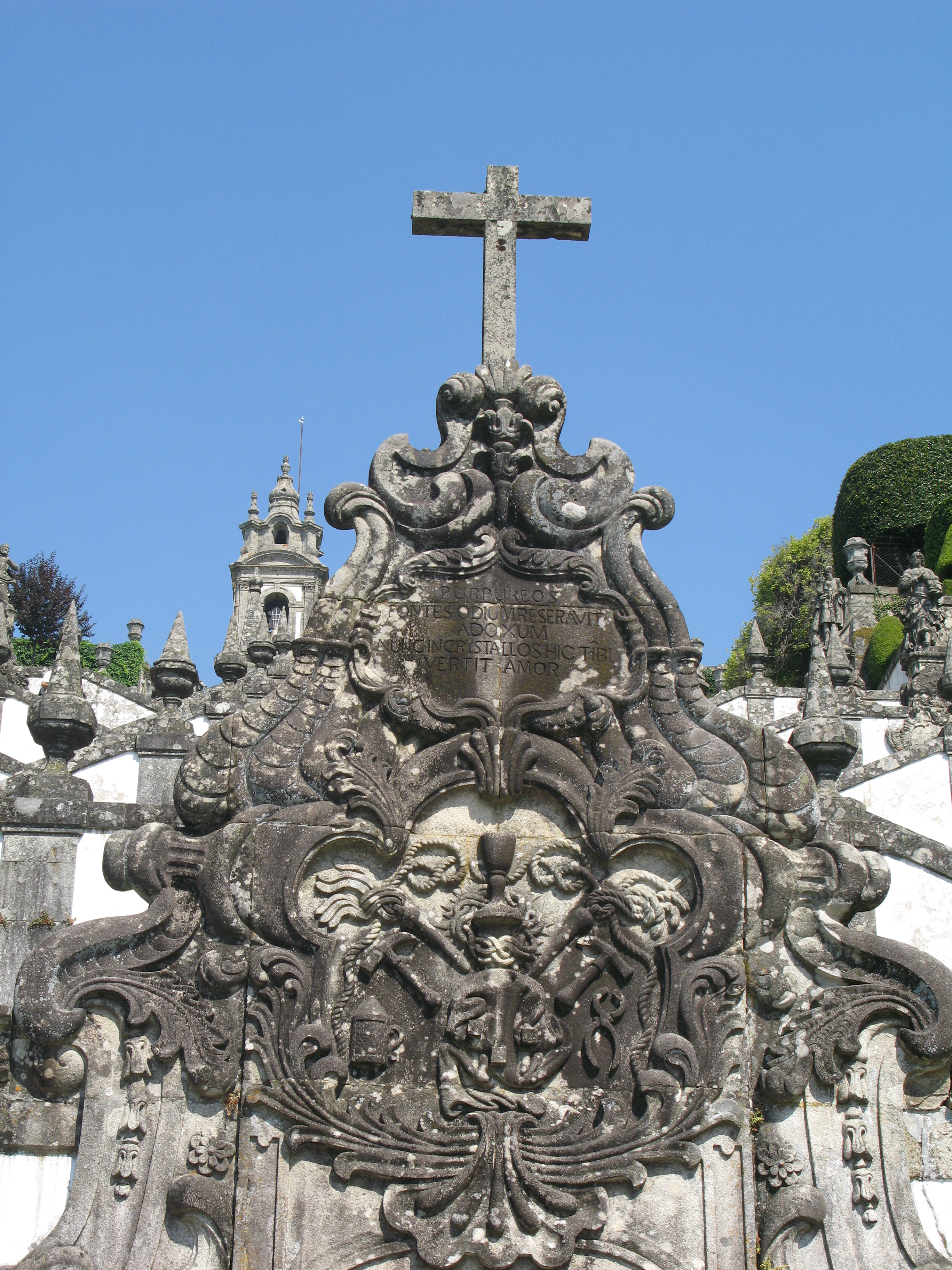
Fonte das Cinco Chagas ("fuente de las Cinco Llagas") en los Escadórios do Bom Jesus de Bom Jesus do Monte (Braga).

Existe un Cristo de las Cinco Llagas en la iglesia de San Quirce de Valladolid, utilizado como paso de Semana Santa por la Cofradía de la Pasión (desfiló durante décadas en el Paso Nuevo de Nuestra Señora y San Juan). No responde a la iconografía del Varón de dolores, pues es un Cristo crucificado.

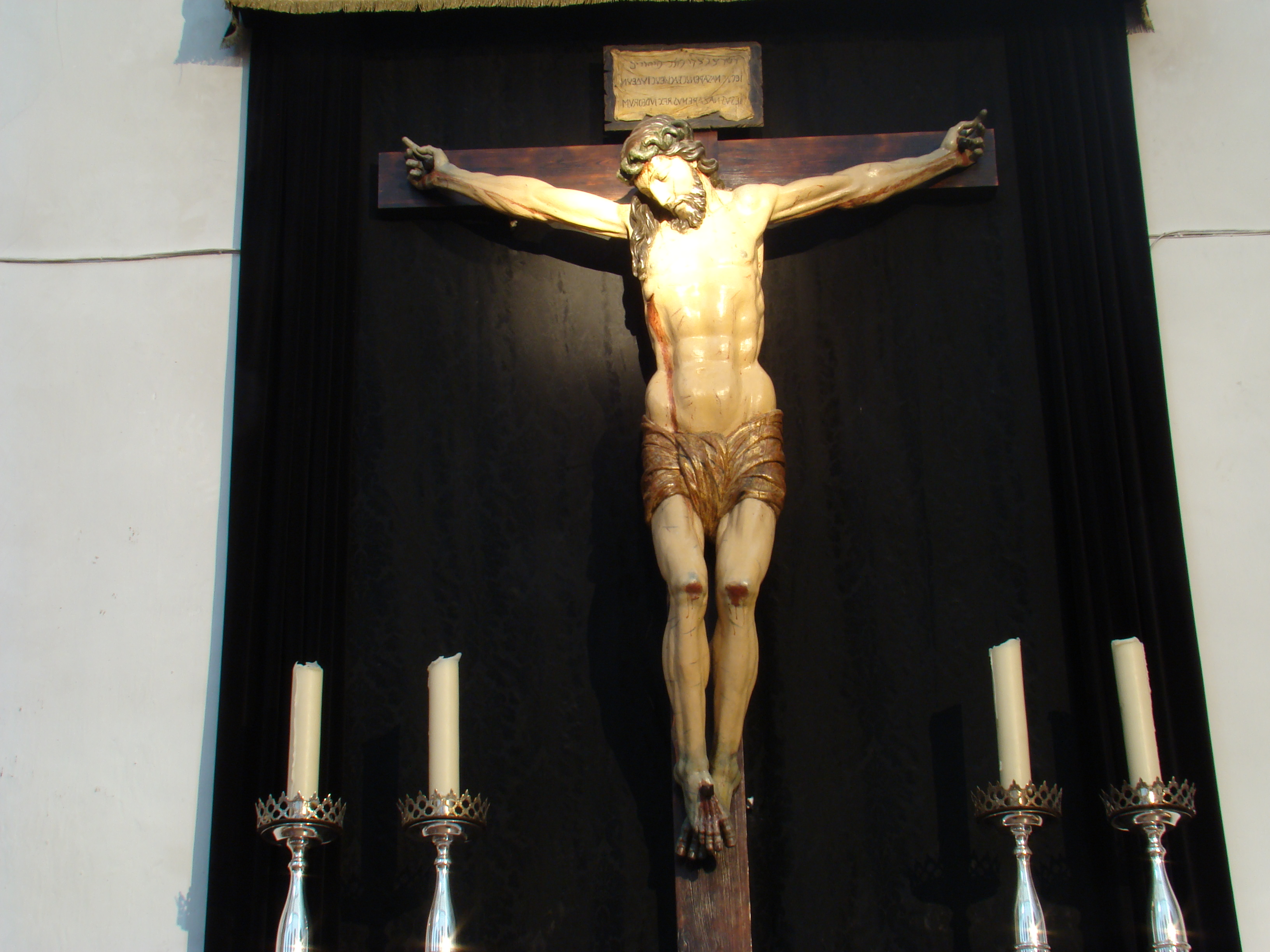
El Cristo de las Cinco Llagas de Valladolid.

## Hospital de las Cinco Llagas
La denominación "hospital de las Cinco Llagas" está muy difundida.

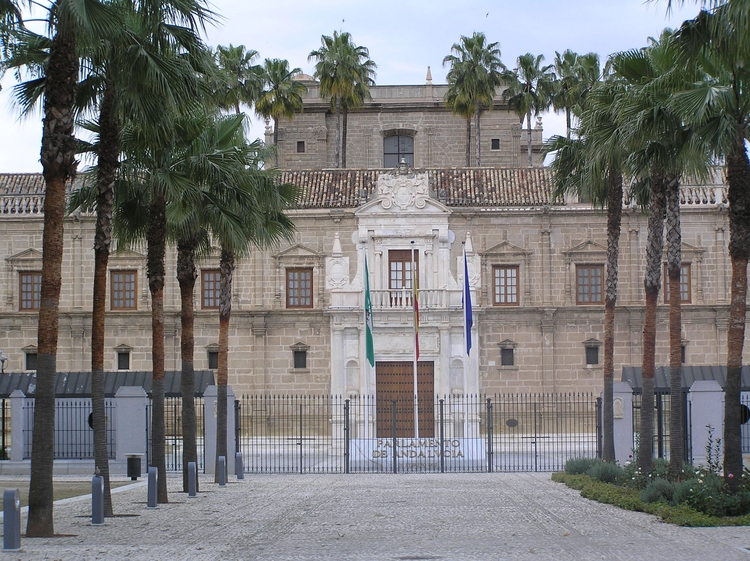
Hospital de las Cinco Llagas (Sevilla, hoy sede del Parlamento andaluz).
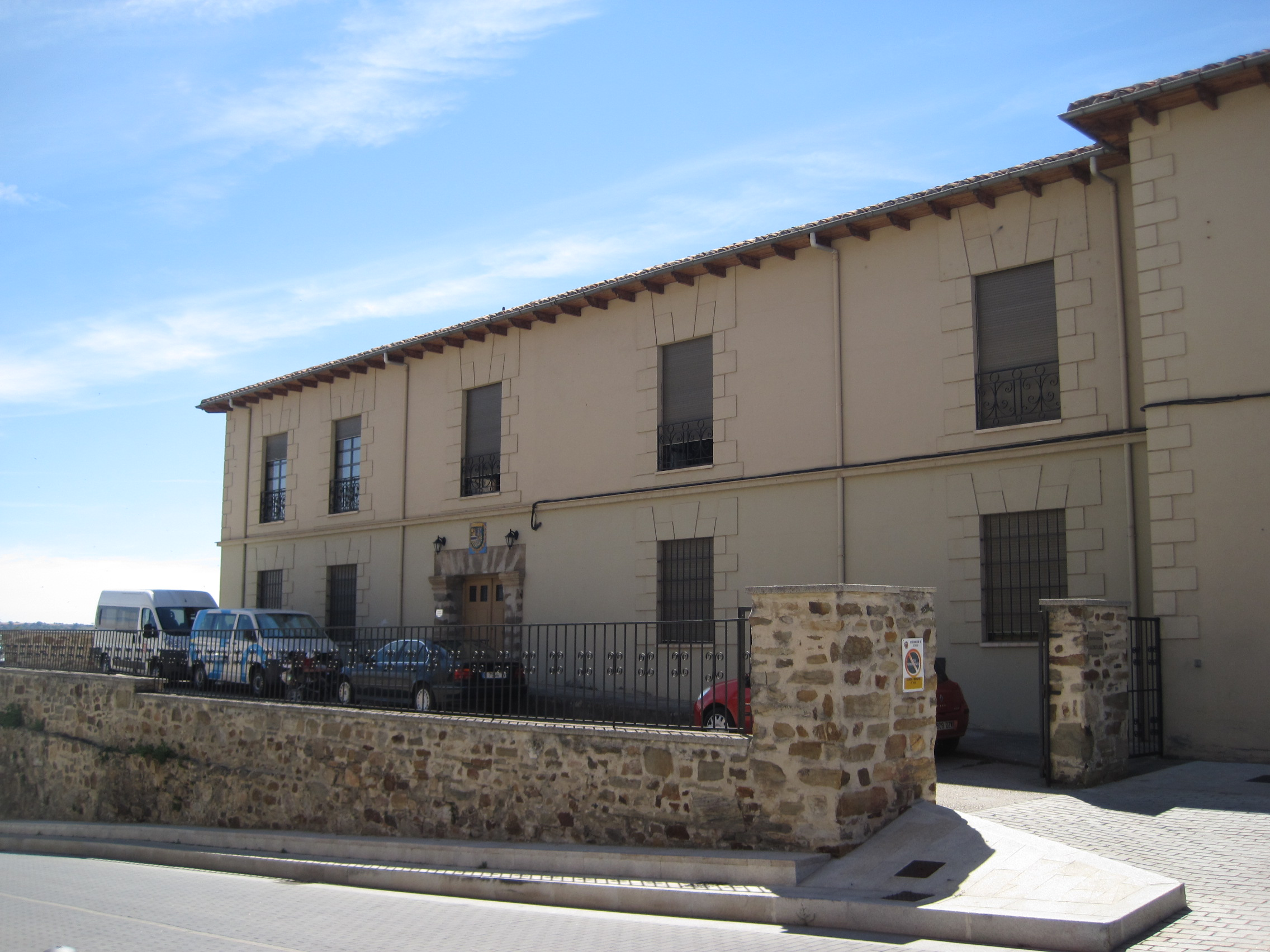
Hospital de las Cinco Llagas (Astorga).
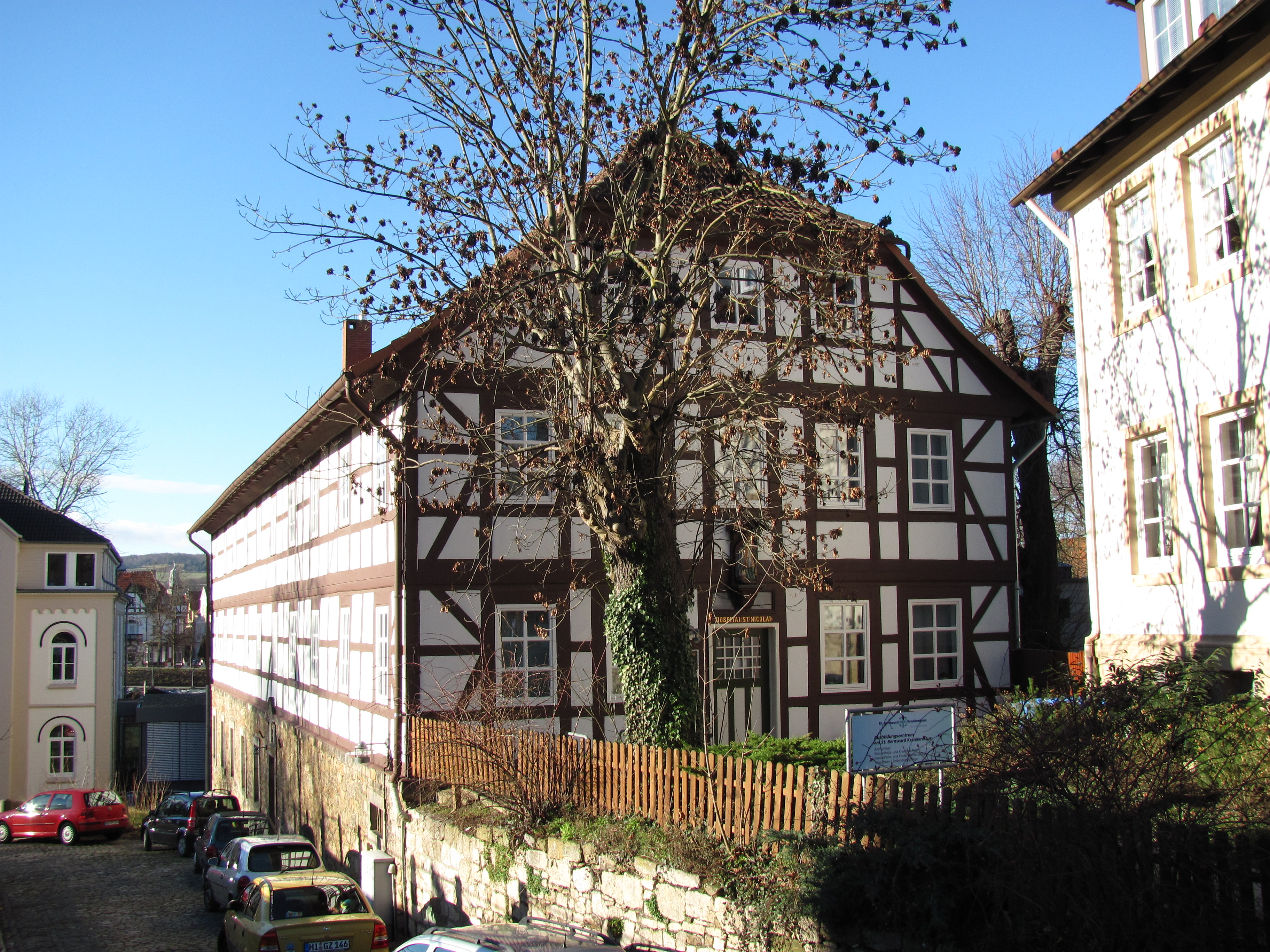
Hospital de las Cinco Llagas (Hildesheim), 1770.

## Iglesia de las Cinco Llagas
Varias iglesias están dedicadas a la advocación de las Cinco Llagas.

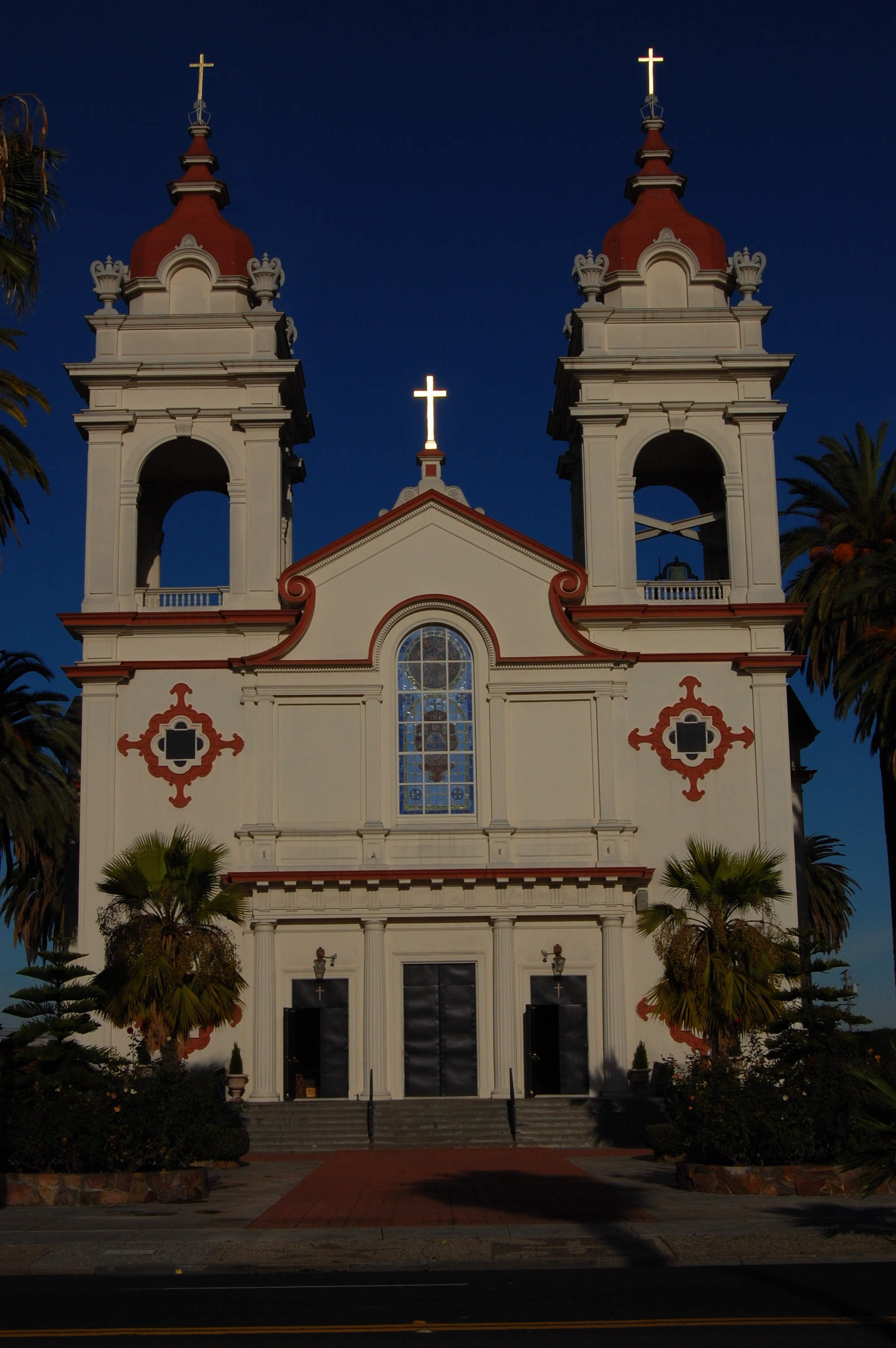
Igreja Nacional Portuguesa das Cinco Chagas de San José (California).
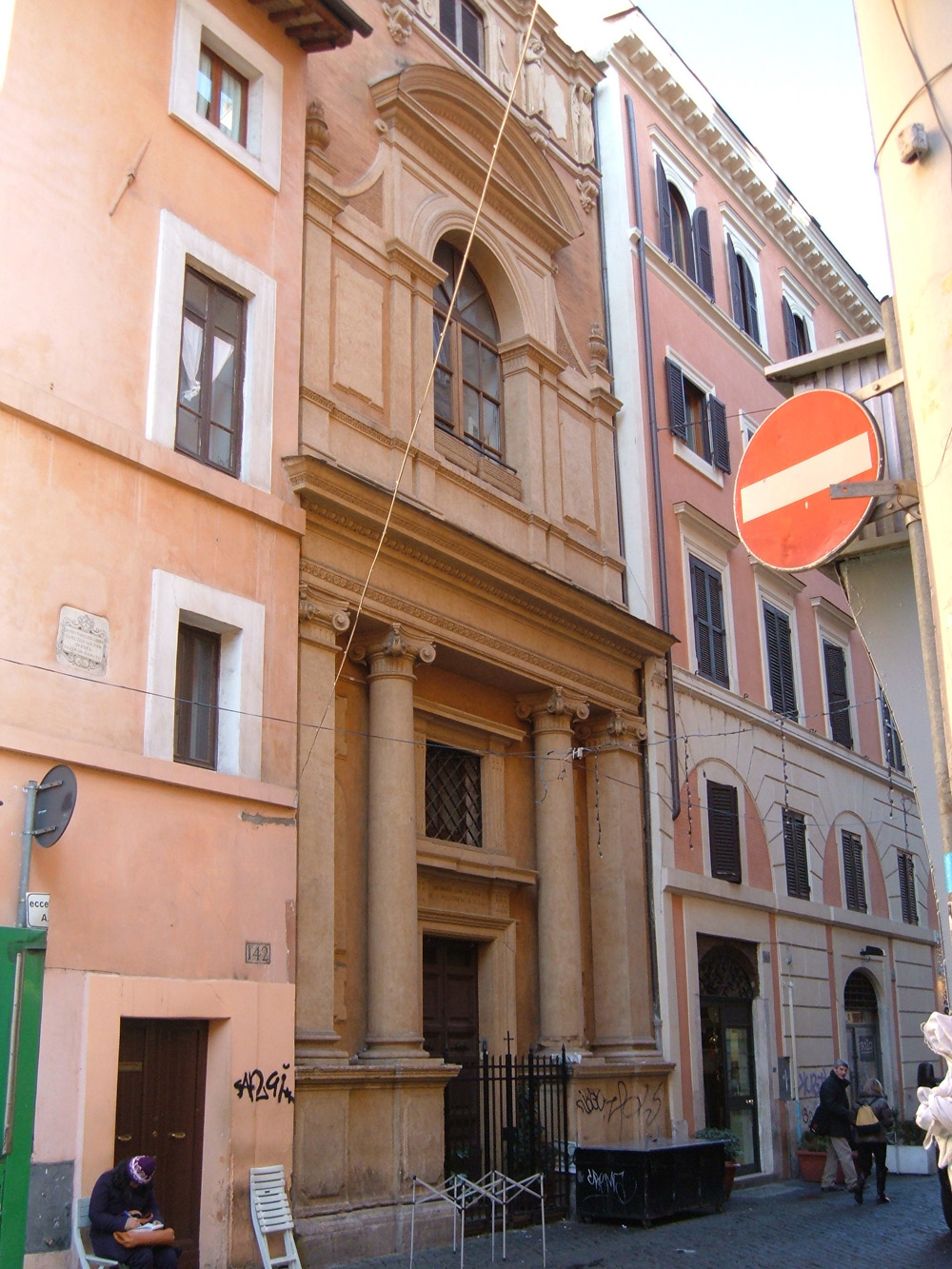
Oratorio del Santissimo Sacramento e delle Cinque Piaghe ("oratorio del Santísimo Sacramento y de las Cinco Llagas"), en Roma.

## Flores
Varias flores se utilizan como símbolos de las cinco llagas de Cristo: bien por su color rojo y espinas (la rosa), bien por sus cinco pétalos y color violeta (el pensamiento) o bien por sus cinco estambres (la pasionaria lila -Passiflora incarnata-). Alguna especie de planta recibe el nombre vulgar de "cinco llagas" (Martynia annua, del género Martynia, Asclepias curassavica y Tropaeolum majus, ambas llamadas también "flor de sangre"); mientras otras incorporan a su nombre científico el término latino quinquevulnera ("cinco heridas" o "llagas"): Olearia quinquevulnera, Silene quinquevulnera (o Silene gallica), Aerides quinquevulnera (una orquídea) y Henckelia quinquevulnera (o Didymocarpus quinquevulnera, una hierba de los bosques tropicales).

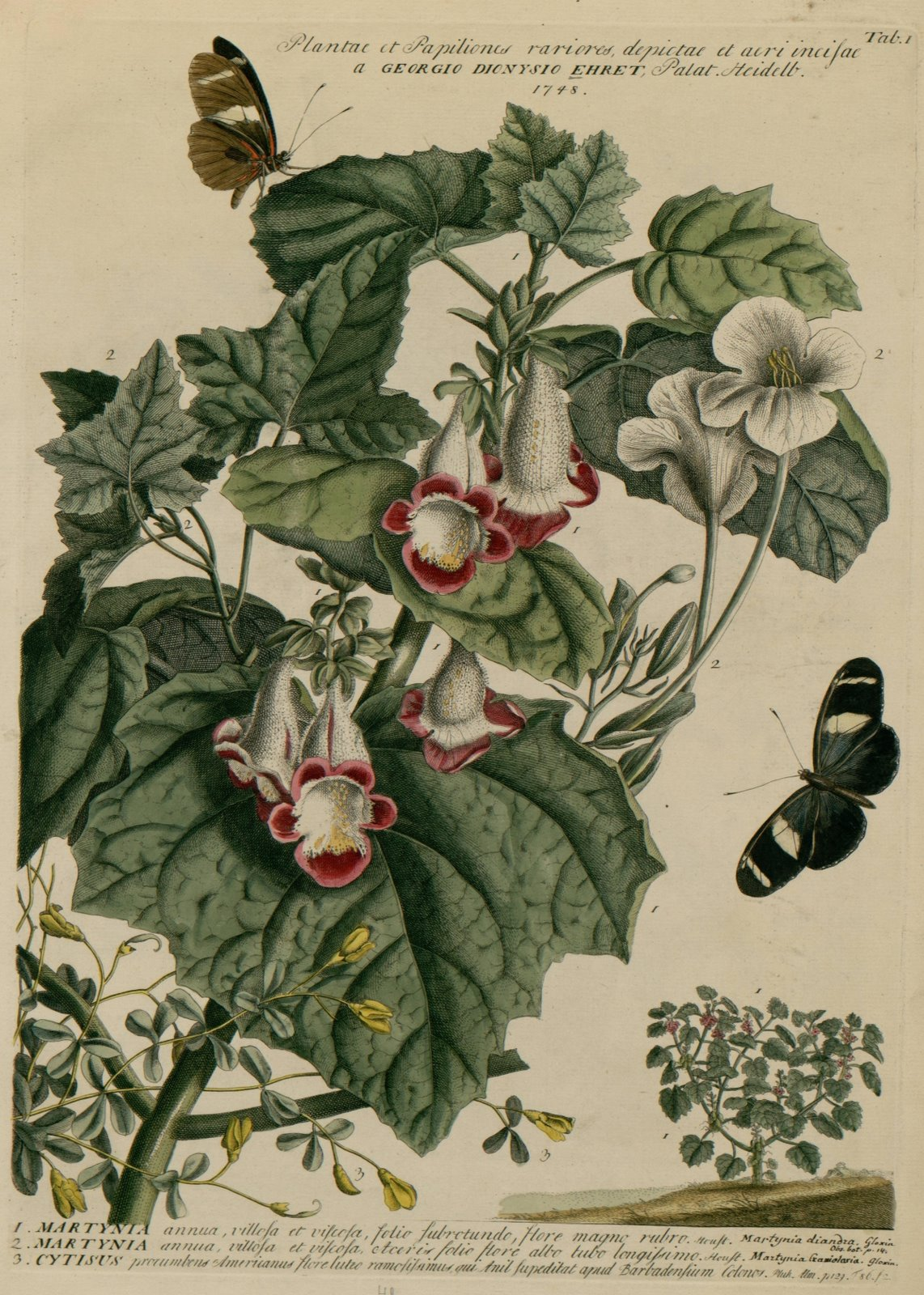
Martynia annua.
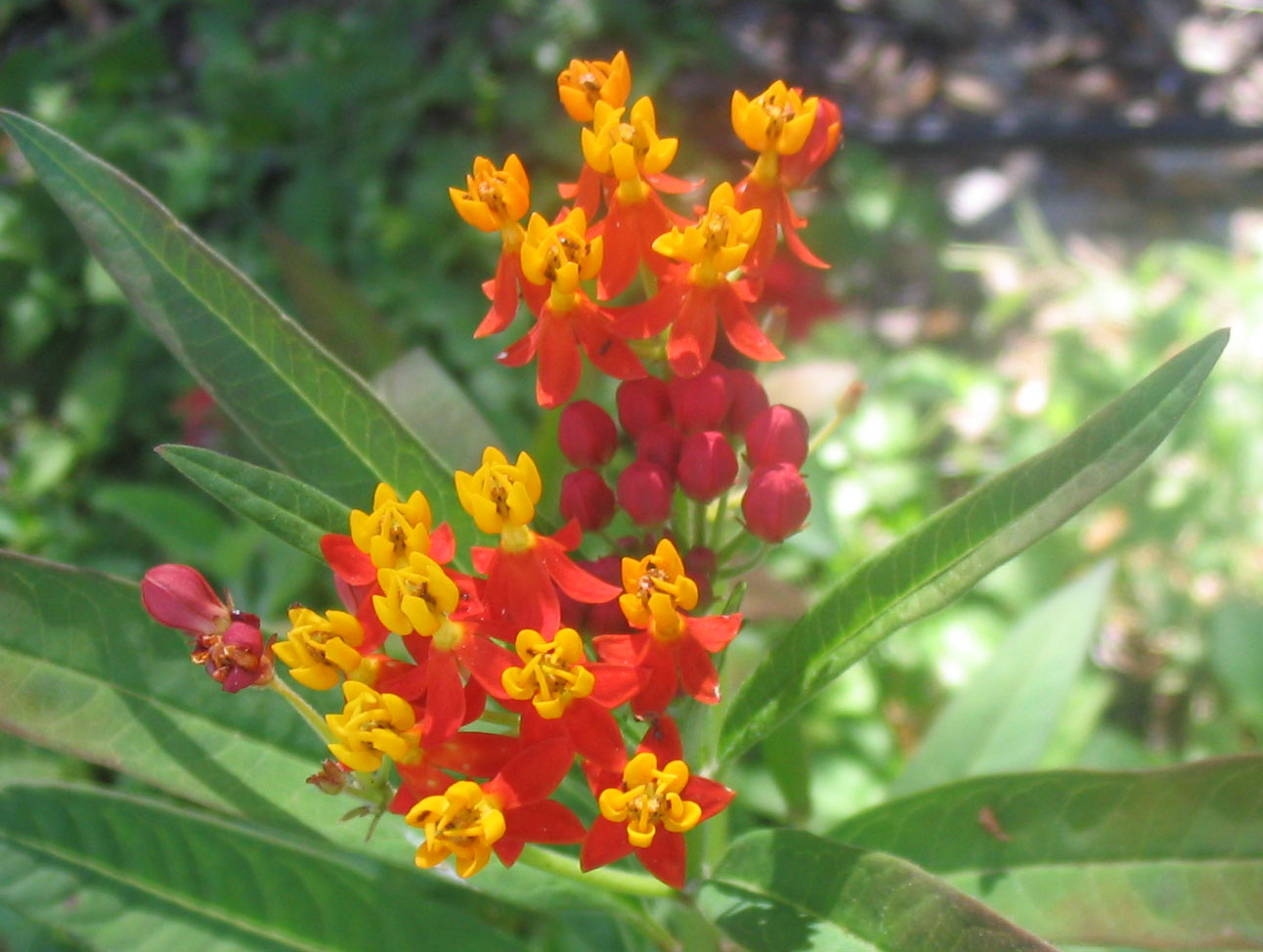
Asclepias curassavica, también llamada "flor de sangre" y "hierba María".
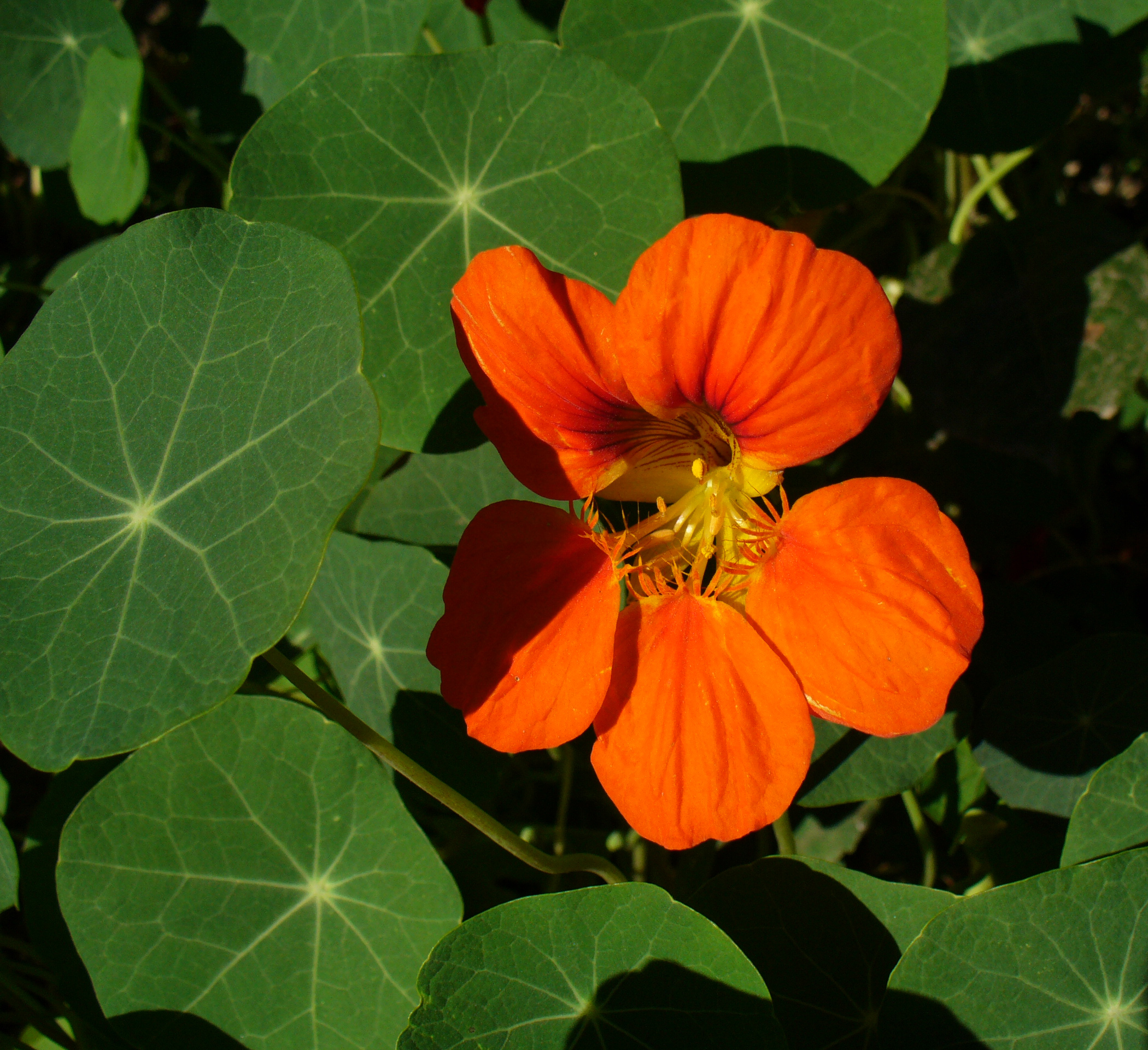
Tropaeolum majus, también llamada "flor de sangre" y "capuchina".
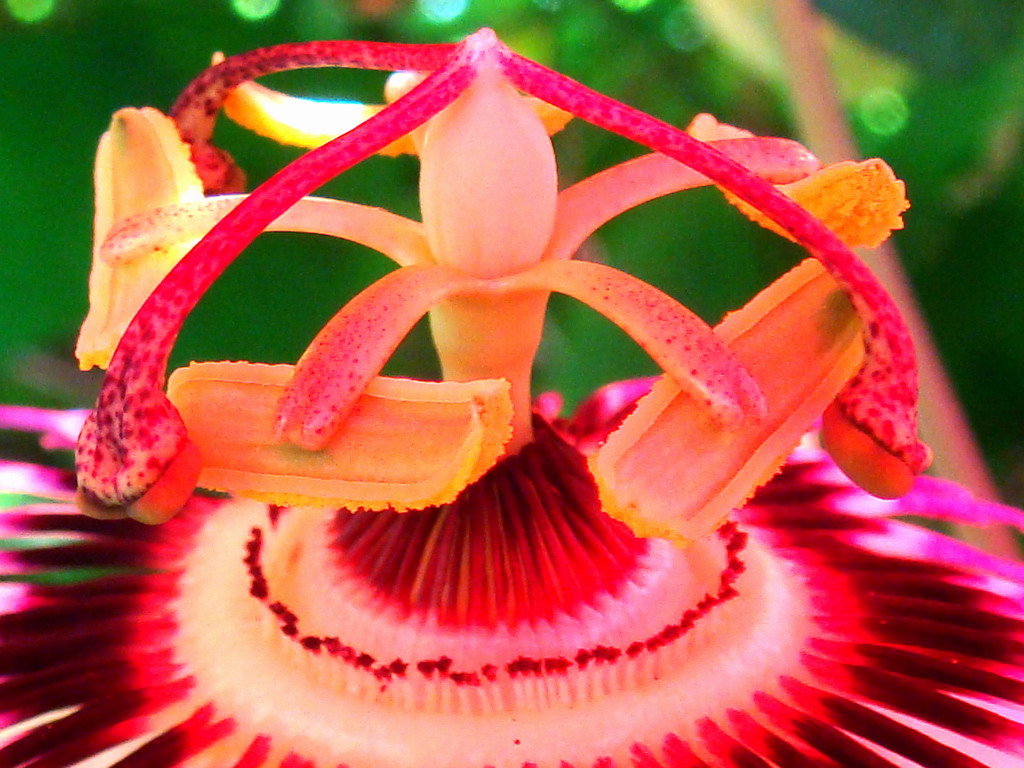
Pasionaria o pasiflora.
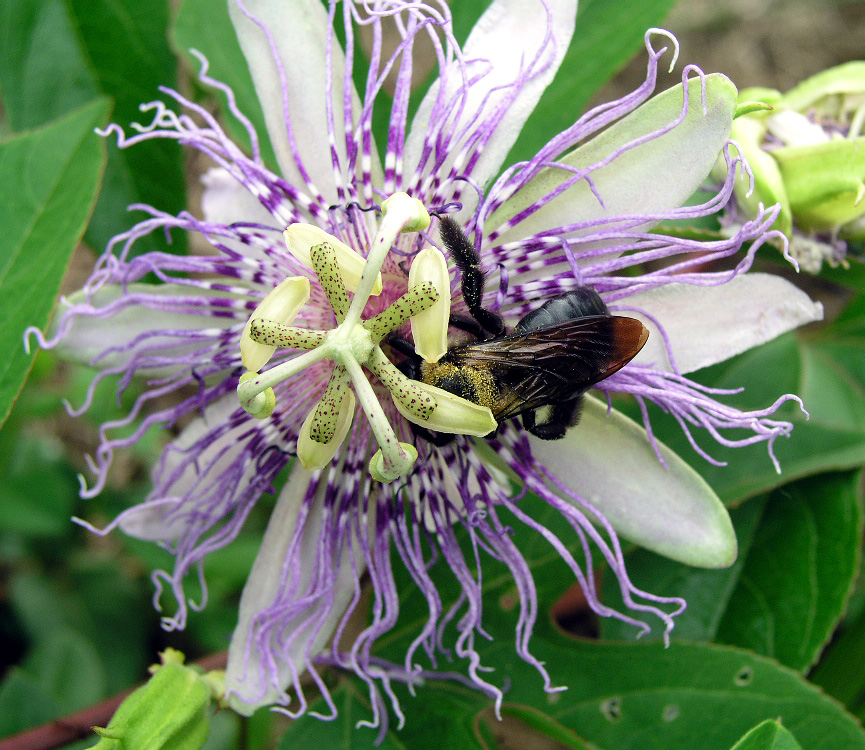
Pasionaria lila o Passiflora incarnata.
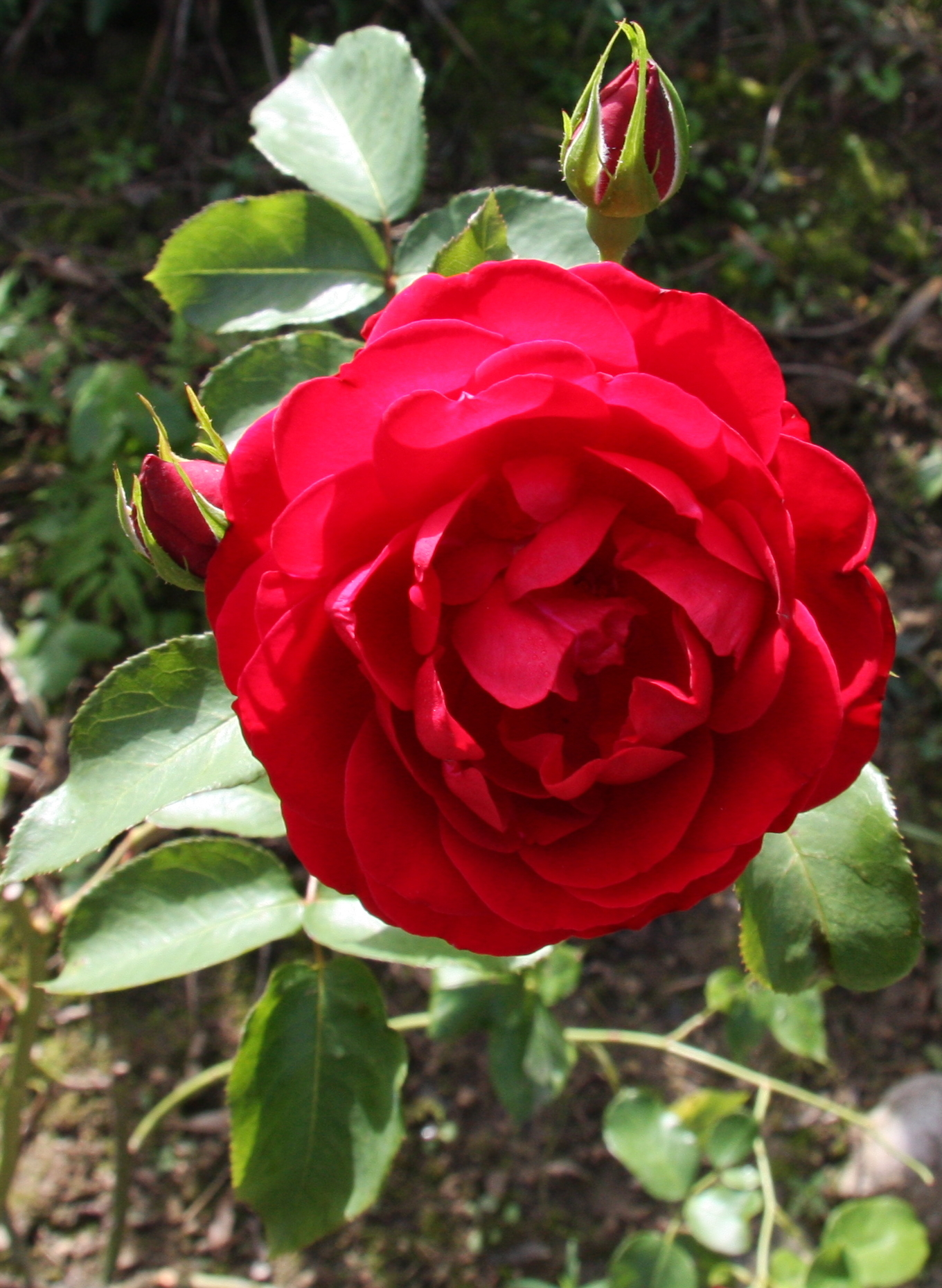
Rosa roja.
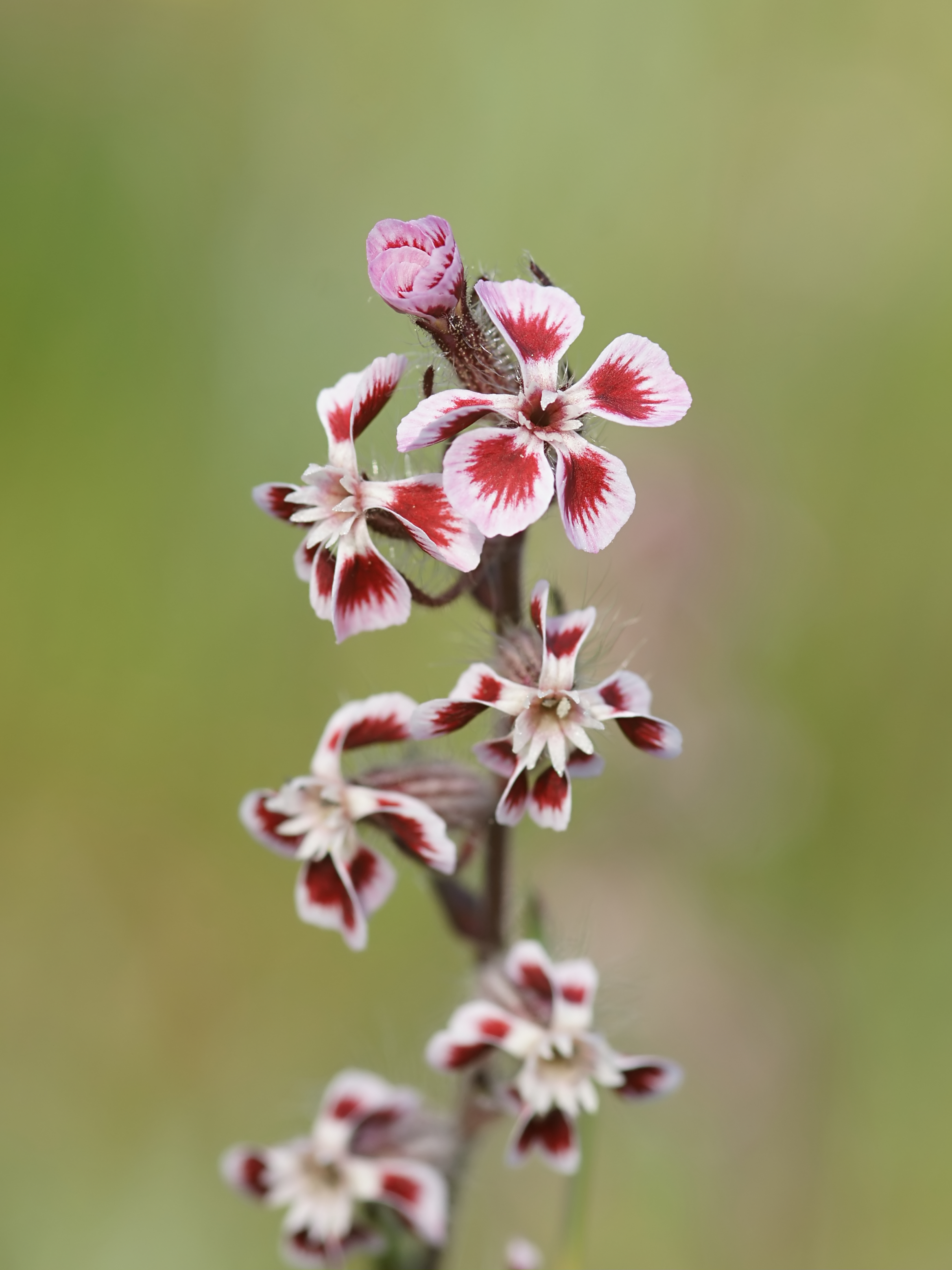
Silene gallica o quinquevulnera
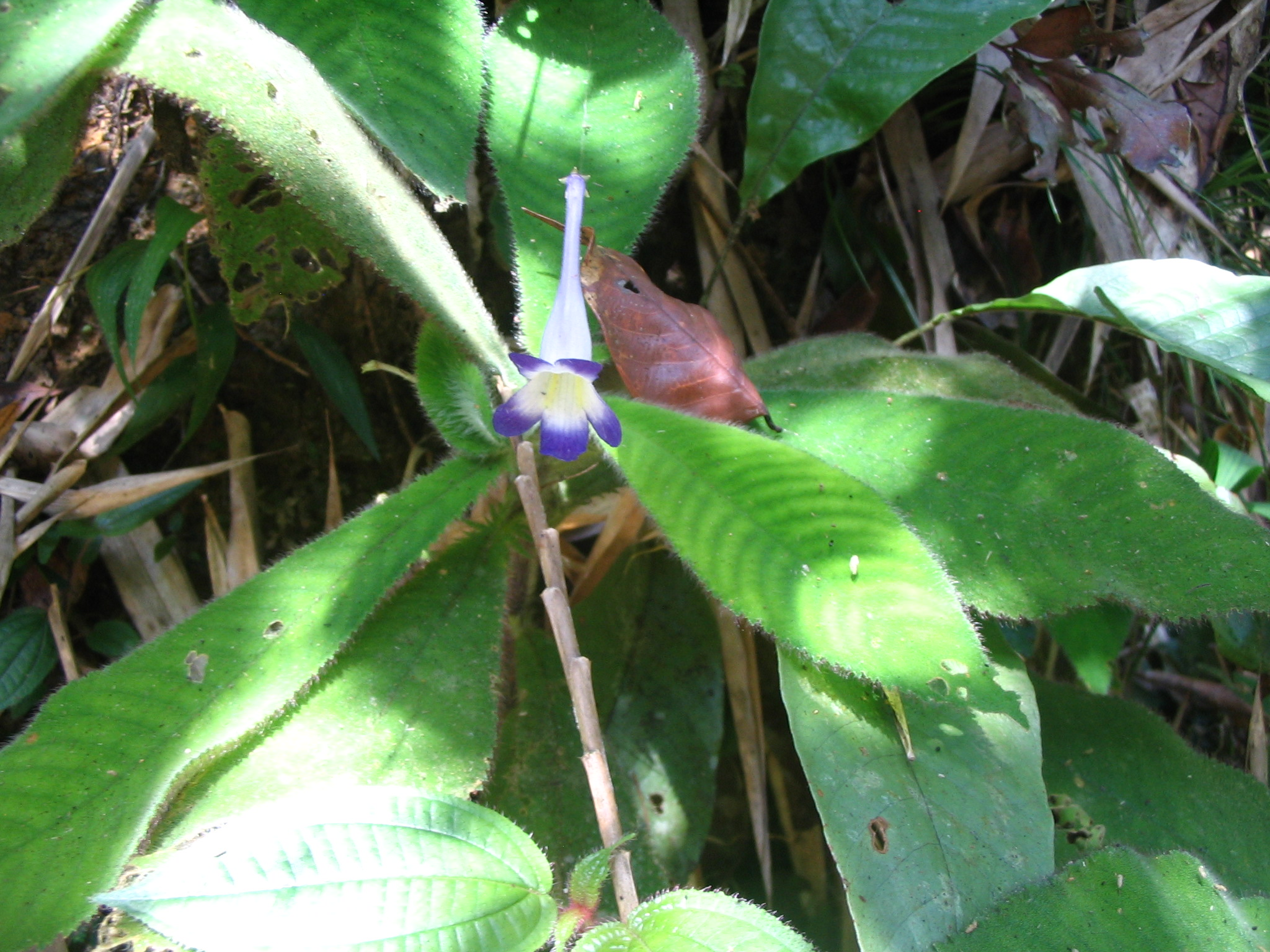
Henckelia quinquevulnera.
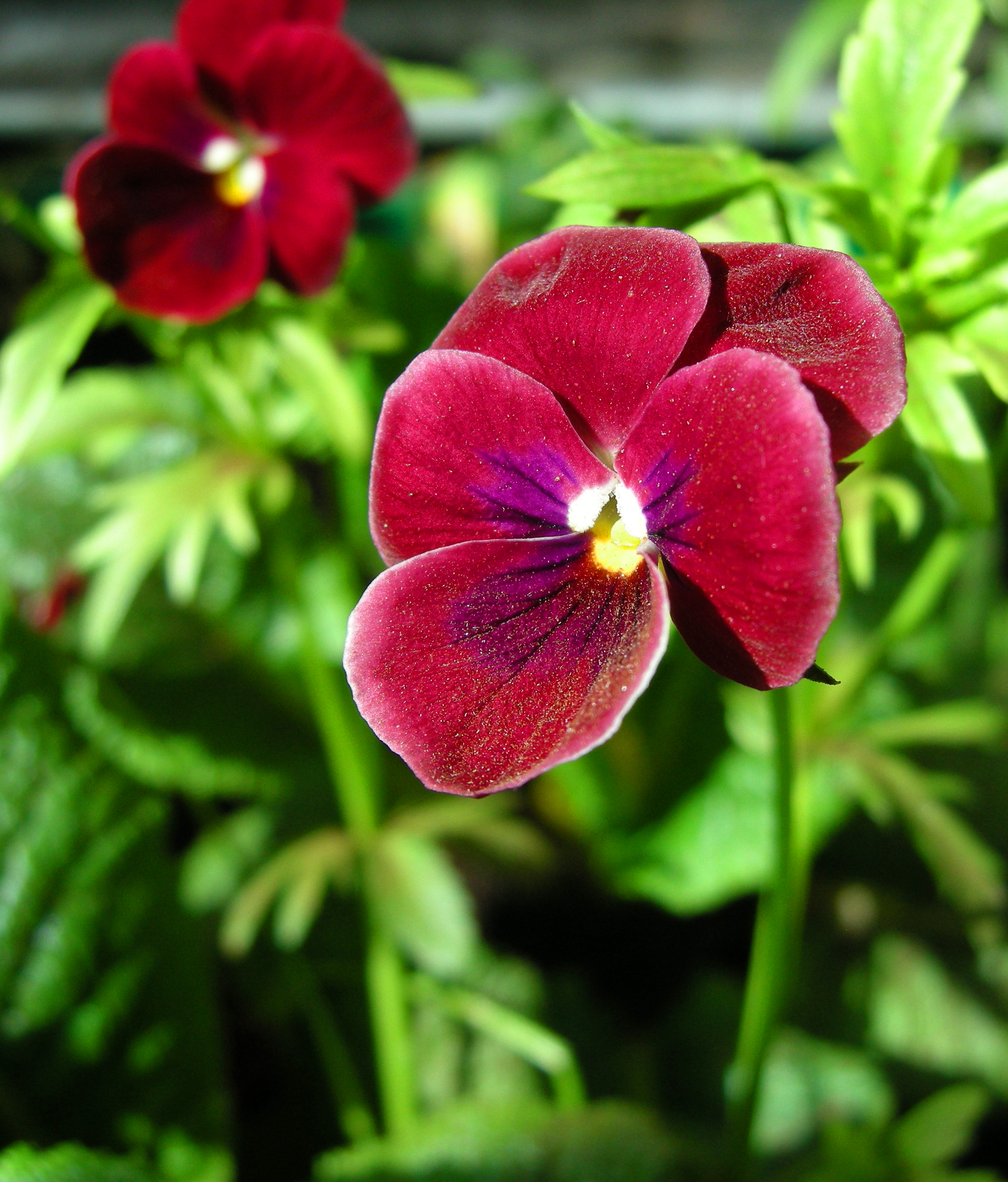
Pensamiento.

## Escudos
Los Franciscanos usan una representación heráldica de las cinco llagas (véase el tercer cuartel): sobre campo de oro cinco llagas sangrantes al natural puestas en sotuer.

Escudo de la Orden Franciscana

Ciudad Juárez lleva en uno de los cuarteles de su escudo el símbolo de las cinco llagas, por estar vinculado a la Orden Franciscana.

Escudo de Ciudad Juárez.

## Antropónimo
Anna Maria Gallo, la primera santa napolitana, adoptó como monja el nombre de Maria Francesca delle Cinque Piaghe (María Francisca de las Cinco Llagas).